# 王家镇 (庄河市)
王家镇，是中华人民共和国辽宁省大連市庄河市下辖的一个乡镇级行政单位。

## 行政区划
王家镇下辖以下地区：
东滩村、寿龙村、前庙村和林瞳村。